# 아가로스
아가로스(영어: agarose)는 일반적으로 특정 적조류에 존재하는 다당류이다. 1,3위치에 결합하는 β-D-갈락토피라노스 잔기와 1,4위치에 결합하는 3,6-안하이드로-α-L-갈락토피라노스 잔기로 이루어지는 선형 다당류이다. 한천의 두 가지 주요 성분 중 하나이며 한천의 다른 성분인 아가로펙틴을 제거하여 한천에서 정제한다.
아가로스는 분자생물학에서 전기영동을 통해 큰 분자, 특히 DNA를 분리하는 데 자주 사용된다. 전기영동을 위한 아가로스 겔(보통 0.7 - 2%) 슬라브는 따뜻한 액체 용액을 금형에 부어 쉽게 준비한다. 다양한 분자량과 특성을 가진 다양한 아가로스를 이러한 목적으로 상업적으로 이용할 수 있다. 아가로스는 또한 비드로 형성될 수 있으며 단백질 정제를 위한 여러 크로마토그래피 방법에 사용될 수 있다.

## 정의
다당류 중 하나로 우뭇가사리로부터 추출해서 만든 한천에서 다시 아가로펙틴을 정제하여 만든다. 

### 구조
아가로스는 α-(1→3) 및 β-(1→4) 글리코사이드 결합으로 연결된 D-갈락토스와 3,6-안하이드로-L-갈락토피라노스가 교대로 연결된 분자량이 약 120,000인 선형 고분자이다. 3,6-안하이드로-L-갈락토피라노스는 3과 6 위치 사이에 무수 다리가 있는 L-갈락토스이지만 중합체의 일부 L-갈락토스 단위에는 다리가 포함되어 있지 않을 수 있다. 일부 D-갈락토스 및 L-갈락토스 단위는 메틸화될 수 있으며, 피루브산 및 황산염도 소량으로 발견된다.
각 아가로스 사슬은 약 800개의 갈락토스 분자를 포함하고, 아가로스 중합체 사슬은 20-30nm 반경의 초나선 구조로 응집되는 나선형 섬유를 형성한다. 섬유는 준강성이며 아가로스 농도에 따라 길이가 다양하다. 고형화되면 섬유는 사용된 아가로스의 농도에 따라 50nm에서 200nm 범위의 직경 채널의 3차원 메쉬를 형성한다. 농도가 높을수록 평균 기공 직경이 낮아진다. 3차원 구조는 수소 결합과 함께 유지되므로 액체 상태로 다시 가열하면 붕괴될 수 있다.

### 아가로스와 아가의 차이점
아가(agar)는 한천을 나타내며, 아가로스(agarose)는 아가에서 아가로펙틴을 제거하여 만든 것이다. 배지를 고체화시키는 과정에서 사용하는 것은 아가이다. 아가는 액체배지를 고체배지화 시키는 과정에서 사용된다.

## 특성
아가로스는 끓는 물에 거의 용해되고 냉각될 때 겔을 형성하는 백색 분말로 제공된다. 아가로스는 액체에서 겔로의 전이에서 열 히스테리시스 현상을 나타낸다. 즉, 다른 온도에서 겔화되고 녹는다. 겔화 및 용융 온도는 아가로스의 유형에 따라 다르다. 우뭇가사리에서 추출한 표준 아가로스의 겔화 온도는 34–38°C(93–100°F)이고 녹는 온도는 90–95°C(194–203°F)인 반면 꼬시래기에서 추출한 것은 더 높은 메톡시 치환체의 겔화 온도는 40–52 °C(104–126 °F)이고 용융 온도는 85–90 °C(185–194 °F)이다. 용융 및 겔화 온도는 특히 1% 미만의 낮은 겔 농도에서 겔의 농도에 따라 달라질 수 있다. 따라서 겔화 및 용융 온도는 지정된 아가로스 농도에서 제공된다.
천연 아가로스는 전하를 띠지 않는 메틸기를 함유하고 있으며 메틸화 정도는 겔화 온도에 정비례한다. 그러나 합성 메틸화는 반대 효과가 있어 메틸화가 증가하면 겔화 온도가 낮아진다. 용융 및 겔화 온도가 다른 다양한 화학적 변형 아가로스를 화학적 변형을 통해 사용할 수 있다.
겔 내의 아가로스는 기공을 포함하는 그물망을 형성하며, 기공의 크기는 첨가되는 아가로스의 농도에 의존한다. 서 있을 때 아가로스 겔은 이수 현상(겔 표면을 통한 물의 압출)이 일어나기 쉽지만 과정은 겔의 사용을 방해하지 않을 만큼 충분히 느리다.
아가로스 겔은 낮은 농도에서 높은 겔 강도를 가질 수 있어 겔 전기영동을 위한 대류 방지 매질로 적합하다. 0.15%로 희석된 아가로스 겔은 겔 전기영동을 위한 슬래브를 형성할 수 있다. 아가로스 중합체는 하전된 그룹, 특히 피루브산 및 황산염을 포함한다. 이러한 음전하를 띤 그룹은 전기삼투(electroendosmosis, EEO)라고 하는 과정에서 DNA 분자의 이동을 늦출 수 있으므로 낮은 EEO 아가로스가 일반적으로 핵산의 아가로스 겔 전기영동에 사용하는 것이 바람직하다. 제로 EEO 아가로스도 사용 가능하지만 후속 효소 반응에 영향을 줄 수 있는 양전하 그룹을 추가하여 만들 수 있으므로 일부 응용 분야에서는 바람직하지 않을 수 있다. 전기삼투는 한천의 아가로펙틴이 상당량의 음전하를 띤 황산염 및 카복실기를 포함하기 때문에 아가로스가 한천보다 우선적으로 사용되는 이유이다. 아가로스에서 아가로펙틴을 제거하면 EEO가 실질적으로 감소할 뿐만 아니라 겔 매트릭스에 대한 생체분자의 비특이적 흡착도 감소한다. 그러나 혈청 단백질의 전기영동과 같은 일부 응용 분야의 경우 높은 EEO가 바람직할 수 있으며 사용되는 젤에 아가로펙틴을 첨가할 수 있다.

## 활용
아가로스는 물리적, 화학적 및 열적 안정성이 광범위하고 화학적 복잡성이 낮아 생체 분자와 상호 작용할 가능성이 적기 때문에 단백질 및 핵산 작업에 선호되는 매트릭스이다. 아가로스는 아가로스 겔 전기영동에서 분석 규모의 전기영동 분리를 위한 매질로 가장 일반적으로 사용된다.
정제된 아가로스로 만든 젤은 구멍 크기가 상대적으로 커서 200킬로달톤 이상의 단백질 및 단백질 복합체와 같은 큰 분자와 100개 염기쌍 이상의 DNA 단편을 분리하는 데 유용하다. 아가로스는 또한 아가로스 섬유가 면역복합체의 앵커로 기능하기 때문에 면역 확산 및 면역 전기영동과 같은 여러 다른 응용 분야에도 널리 사용된다.

### 전기영동
가장 유명한 사용은 전기영동시 사용되는 아가로스 겔이다. 아가로오스 겔 전기영동은 실험실에서 DNA를 분석하는 일상적인 방법이다. 아가로스 겔은 아크릴아미드 겔보다 DNA에 대한 분해능이 낮지만 분리 범위가 더 넓기 때문에 일반적으로 50–20,000 bp(염기 쌍) 길이의 DNA 단편에 사용되지만 펄스로 6Mb 이상의 분해능이 가능하다. 필드 겔 전기영동(PFGE). 또한 큰 단백질 분자를 분리하는 데 사용할 수 있으며 유효 반경이 5-10 nm보다 큰 입자의 겔 전기영동에 선호되는 매트릭스이다.
겔의 기공 크기는 체질할 수 있는 DNA의 크기에 영향을 준다. 젤의 농도가 낮을수록 pore 크기가 커지고 체질할 수 있는 DNA가 커진다. 그러나 저농도 젤(0.1 - 0.2%)은 깨지기 쉬우므로 다루기가 어렵고 큰 DNA 분자의 전기영동은 며칠이 걸릴 수 있다. 표준 아가로스 겔 전기영동의 분해능 한계는 약 750kb이다. 이 한계는 교번하는 직교 전기장이 젤에 적용되는 PFGE에 의해 극복될 수 있다. DNA 조각은 인가된 장이 방향을 전환할 때 스스로 방향을 바꾸지만, 큰 분자의 DNA는 전기장이 변경될 때 스스로를 재정렬하는 데 시간이 더 오래 걸리는 반면, 작은 분자의 경우 더 빠르므로 DNA를 크기에 따라 분류할 수 있다.
아가로스 겔은 주형으로 주조되며, 설정되면 일반적으로 완충 용액에 수평으로 잠기게 된다. Tris-acetate-EDTA 및 Tris-Borate-EDTA 버퍼가 일반적으로 사용되지만 Tris-phosphate, barbituric acid-sodium barbiturate 또는 Tris-barbiturate 버퍼와 같은 다른 버퍼가 다른 응용 분야에서 사용될 수 있다. DNA는 일반적으로 ethidium bromide로 염색하여 가시화한 다음 UV 광선 아래에서 관찰하지만 SYBR Green, GelRed, methylene blue 및 crystal violet과 같은 다른 염색 방법을 사용할 수 있다. 분리된 DNA 단편이 추가 다운스트림 실험에 필요한 경우 추가 조작을 위해 젤에서 조각으로 잘라낼 수 있다.

### 단백질 정제
아가로스 겔 매트릭스는 예를 들어 겔 여과 크로마토그래피, 친화성 크로마토그래피 및 이온 교환 크로마토그래피에서와 같은 컬럼 기반 분취 규모 분리에서 단백질 정제에 자주 사용된다. 그러나 연속 겔로 사용되지 않고 다공성 비드 또는 다양한 미세도의 수지로 형성된다. 비드는 단백질이 비드를 통해 자유롭게 흐를 수 있도록 다공성이 높다. 이러한 아가로오스 기반 비드는 일반적으로 부드럽고 쉽게 부서지기 때문에 중력 흐름, 저속 원심 분리 또는 저압 절차에서 사용해야 한다. 수지의 강도는 가교결합 및 아가로스 수지의 화학적 경화를 증가시켜 개선할 수 있지만 이러한 변화는 친화성 크로마토그래피와 같은 일부 분리 절차에서 단백질에 대한 결합 능력을 저하시킬 수도 있다.
아가로스는 생체분자를 상당한 정도로 흡수하지 않고 우수한 흐름 특성을 가지며 극한의 pH 및 이온 강도뿐만 아니라 8M 우레아 또는 6M 구아니딘 HCl과 같은 고농도 변성제에도 견딜 수 있기 때문에 크로마토그래피에 유용한 물질이다. 겔 여과 크로마토그래피를 위한 아가로스 기반 매트릭스의 예로는 세파로스 및 WorkBeads 40 SEC(교차 결합 비드 아가로스), Praesto 및 Superose(고도로 가교 결합 비드 아가로오스), Superdex(아가로오스에 공유 결합된 덱스트란)가 있다.
친화성 크로마토그래피의 경우, 비드가 있는 아가로오스는 단백질에 결합하는 리간드의 부착을 위해 가장 일반적으로 사용되는 매트릭스 수지이다. 리간드는 스페이서를 통해 아가로오스 비드 폴리머의 활성화된 하이드록실 그룹에 공유적으로 연결된다. 관심 있는 단백질은 리간드에 선택적으로 결합되어 다른 단백질과 분리된 후 용출될 수 있다. 사용된 아가로스 비드는 일반적으로 단백질에 대한 높은 결합 능력을 갖는 4% 및 6% 밀도이다.

### 고체 배양 배지
한천에는 유기체의 성장이나 중합효소 연쇄 반응(PCR)과 같은 일부 다운스트림 절차에 영향을 줄 수 있는 불순물이 포함될 수 있으므로 아가로스 플레이트는 유기체 배양을 위해 한천 대신 사용할 수 있다. 아가로스는 또한 한천보다 단단하기 때문에 더 큰 겔 강도가 필요한 경우 바람직할 수 있으며 낮은 겔화 온도는 겔화 전에 세포가 액체에 현탁될 때 유기체에 열 충격을 유발하는 것을 방지할 수 있다. 엄격한 독립영양 세균, 식물 원형질체, Caenorhabditis elegans, 기타 유기체 및 다양한 세포주의 배양에 사용할 수 있다.

### 운동성 분석
미생물 운동성과 이동성을 측정하기 위해 때때로 한천 대신 아가로스가 사용된다. 운동성 종은 다공성 겔 전체에 걸쳐 느리지만 이동할 수 있으며 침투 속도를 시각화할 수 있다. 겔의 다공성은 배지 내 한천 또는 아가로스의 농도와 직접적으로 관련이 있으므로 다른 농도의 겔을 사용하여 세포의 수영, 활공 및 경련 운동성을 평가할 수 있다. Under-아가로스 세포 이동 분석은 화학주성과 화학운동성을 측정하는 데 사용할 수 있다. 아가로스 겔 층은 세포 집단과 화학 유인 물질 사이에 배치된다. 농도 구배가 겔로의 화학 유인 물질의 확산에서 발생함에 따라 이동하기 위해 다른 자극 수준이 필요한 다양한 세포 집단은 구배를 따라 중력에 대해 겔을 통해 위쪽으로 터널링할 때 현미경 사진을 사용하여 시간이 지남에 따라 시각화할 수 있다.

## 같이 보기
- 전기영동
- SDS-PAGE (폴리아크릴아마이드 겔 전기 영동법)
- SDD-PAGE
- 우무(한천)
- 우뭇가사리
- buffer